# Athéni Szent Hierotheosz
Athéni (Törvényhozó) Hierotheosz (görögül: θεσμοθέτης Ἱερόθεος) a keresztény athéniak első püspöke. Nem összetévesztendő a X. században Magyarországra küldött Szent Hierotheosszal.

## Életrajz
Keveset tudunk Hierotheoszról (Ἰερόθεος "Isten szentje"); az egyházi hagyomány úgy tartja, hogy ő Athén város egyik művelt polgára volt. A hagyomány szerint Pál apostol vezette be a kereszténységbe, és ő keresztelte meg és szentelte püspökké 53 körül. Gyakorta látogatta és oktatta Aeropagita Szent Dénest. Nincs egyetértés arról, hogy Hierotheosz valójában pap vagy püspök volt, hiszen más hagyományok szerint Aeropagita Szent Dénes volt Athén első püspöke.
Az ötödik századi újplatonista Pszeudo-Dénes azonban említi Hierotheoszt, de irodalmi eszközként használja az első századi Szent Dénes nevét, így nem lehet tudni, hogy az általa említett Hierotheosz fikció, vagy az V. századi szerző tisztelgése az eredeti Hierotheosz előtt.
Pszeudo-Dénes szerint (Az Isteni Nevekről, 3:2) Hierotheosz ismert himnuszszerző volt:
"Ő olyannyira át volt itatva, oly mélyen elmerült és transzponálódott a himnuszszerzés által ünnepelt szent dolgokban, hogy aki hallotta, látta, ismerte őt, úgy érezte. hogy mégsem ismeri, mert Isten sugalmazása által isteni himnuszíróvá is vált."

## Hierotheosz és az Istenszülő elszenderülése
Hierotheos állítólag jelen volt az Istenszülő  (Mária, Isten Anyja) elszenderülésénél, s ott állt az apostolok közt, őket szent énekekkel és himnuszokkal vigasztalván, amelyeket hangszerekkel kísérve énekelt.

## Fordítás
- Ez a szócikk részben vagy egészben  a   Hierotheos the Thesmothete című angol Wikipédia-szócikk ezen változatának fordításán alapul.  Az eredeti cikk szerkesztőit annak laptörténete sorolja fel. Ez a jelzés csupán a megfogalmazás eredetét és a szerzői jogokat jelzi, nem szolgál a cikkben szereplő információk forrásmegjelöléseként.